# Barrage du Cheliff
Le barrage du Cheliff est un barrage construit sur le fleuve du Cheliff, à environ 30 km au nord-est de la ville de Mostaganem. Le barrage a été livré en 2009 et doit fournir 110 millions de m³ d'eau annuellement pour les wilayas de Mostaganem et d'Oran.